# Ранко Бугарски
Ранко Бугарски (Сарајево, 1. јануар 1933 — Београд, 13. август 2024) био је српски лингвиста и редовни професор Филолошког факултета у Београду. Као истраживач, аутор и предавач бавио се структуром савременог енглеског језика, општом, теоријском и примењеном лингвистиком, контрастивном граматиком, социолингвистиком, теоријом превођења и историјом лингвистике.

## Биографија
Предавао је на више универзитета у Европи, САД и Аустралији и учествовао с рефератима на многим међународним конгресима. Био је члан и сарадник више домаћих и међународних научних и стручних установа, члан Европске академије наука и уметности у Салцбургу и експерт Савета Европе за регионалне и мањинске језике.
Године 2021, након доношења Закона о родној равноправности, Бугарски је, у ауторском тексту у дневном листу, изнео аргументе да би примена закона у језичкој употреби до апсурда довела и поједине синтаксичке ситуације, и функционалну ефикасност, и стилски аспект језика и залаже се за решење где би се свакоме дозволила „могућност избора између мушког и женског граматичког рода за означавање особа женског пола”.
Преминуо је 13. августа 2024. године у Београду.

## Дела
Из области лингвистике, граматике и теорије језика објавио је двадесетак књига, између осталих:
Предлози over, under, above, below и beneath у савременом енглеском језику, Језик и лингвистика, Језик у друштву, Увод у општу лингвистику, Жаргон, Језик и култура, Европа у језику, Језик и идентитет. Објавио је и велики број студија и чланака. Радови су му објављени, приказани и цитирани у научним публикацијама у великом броју земаља и на више језика. Приредио је изборе радова Ноама Чомског, Е. Сапира и Б. Л. Ворфа, као и антологије расправа из социолингвистике и психолингвистике. Са Силијом Хоксворт уредио је зборнике „Language planning in Yugoslavia“ (1992) и „Language in the Former Yugoslav Lands“ (2004).